# Guntram Franke
Guntram Franke (* 18. November 1968 in Dresden) ist ein deutscher Kameramann und Filmproduzent.

## Leben
Guntram Franke studierte von 1990 bis 1996 Architektur an der Bauhaus-Universität Weimar, in Barcelona und an der Kunsthochschule Berlin. Anschließend studierte er von 1996 bis 2002 Kamera an der Hochschule für Film und Fernsehen „Konrad Wolf“, wobei er 1999 kurzzeitig bei Vilmos Zsigmond in Budapest studierte. Mit dem von Igor Zaritzki inszenierten Psychothriller Devot debütierte Franke 2003 mit einem Kinofilm.

## Filmografie (Auswahl)
- 2003: Devot
- 2003: Fahrerflucht
- 2004: Eine unter Tausend
- 2007: Beas Vorstellung von Glück
- 2007: Polizeiruf 110 – Gefährliches Vertrauen
- 2008: Einmal Toskana und zurück
- 2008: Vater aus Liebe
- 2009: Stubbe – Von Fall zu Fall: Im toten Winkel
- 2010: Kleinmans Verschwinden
- 2011: Frischer Wind
- 2012: Wunschkind
- 2014: Letzte Spur Berlin (Fernsehserie, 3 Folgen)
- 2015: Das Geständnis (als Produzent)
- 2017: Die Füchsin: Spur auf der Halde
- 2018: Meiberger – Im Kopf des Täters (Fernsehserie)
- 2018: Inspektor Jury: Der Tod des Harlekins
- 2019: Verliebt auf Island (Fernsehfilm)
- 2021: Der Ranger – Paradies Heimat: Junge Liebe (Fernsehreihe)
- 2021: Der Ranger – Paradies Heimat: Sturm (Fernsehreihe)
- 2023: Der Zeuge (Produktion, Kamera)
- 2023: Mein Vater, der Esel und ich (Fernsehfilm)
- 2023: Ein Sommer auf Malta (Fernsehreihe)